# Носач авиона Ентерпрајз (CVN-65)
Носач авиона Ентерпрајз (CVN-65), раније CVA(N)-65 (engl. USS Enterprise (CVN-65)) је повучени амерички носач авиона на нуклеарни погон. Ентерпрајз је први свјетски носач авиона на нуклеарни погон и осми брод Америчке морнарице који носи ово име. Ентерпрајз је, као и његов претходник добио надимак „велики Е“,најдужи је ратни брод на свијету, и једанаести најтежи носач авиона, одмах иза 10 носача авиона класе Нимиц.
Изградња брода започела је 1958. у бродоградилишту Newport News Shipbuilding. Четири године касније, 12. јануара 1962. брод је кренуо на своје прво путовање у трајању од три мјесеца, током којих је учествовао у низу вјежби како би се утврдио пуни капацитет носача авиона на нуклеарни погон.
Ентерпрајз је био замишљен као први носач авиона у својој класи, те је требало бити изграђено још пет носача авиона исте класе, међутим због превеликих трошкова изградње и одржавања, преостали носачи никада нису изграђени, те је Ентерпрајз остао једини носач своје класе. Ентерпрајз је једини носач авиона који има више од два нуклеарна реактора (има их чак осам).
Од септембра 2010, матична лука Ентерпрајза је Норфок у Вирџинији. Због старости и трошкова употребе повучен је 1. децембра 2014. Зависно од завршетка изградње, његова замена биће носач авиона „Џералд. Р. Форд“. Ентерпрајз је најдуже био у активној служби у Америчкој морнарици, 50 година непрекидно.